# پیترو جودیچی
پیترو جودیچی (ایتالیایی: Pietro Giudici; ۲۱ ژوئیهٔ ۱۹۲۱ – ۱۱ نوامبر ۲۰۰۲) دوچرخه‌سوار اهل ایتالیا بود.